# Миків (Сяноцький повіт)
Миків (пол. Mików) —  село на Лемківщині (нинішня Польща, Команчанській гміні Сяноцького повіту Підкарпатського воєводства).

## Розташування
Розташоване в південно-східній частині Польщі, у західній частині Західних Бещад, у долині Ослави при впадінні притоки Миковий (пол. Mikowy).
Населення становить приблизно 70 осіб.

## Історія
Уперше згадується 1559.
У період листопада 1918 — січня 1919 років разом з іншими 33 селами входив до складу Команчанської Республіки.
1921 у селі було 47 хат та 299 осіб, з яких
- греко-католики — 285,
- юдеї — 14.

В 1939 р. в селі було переважно лемківське населення: з 340 жителів села — 320 українців, 10 поляків і 10 євреїв.
До виселення лемків у 1945 році в СРСР та депортації в 1947 році в рамках акції Вісла у селі була греко-католицька церква парафії Смільник Лупківського деканату.
В минулому в селі була дерев'яна церква св. Михаїла (1784). 1945 року село фактично знищено.